# Ministeri d'Educació i Recerca de Noruega

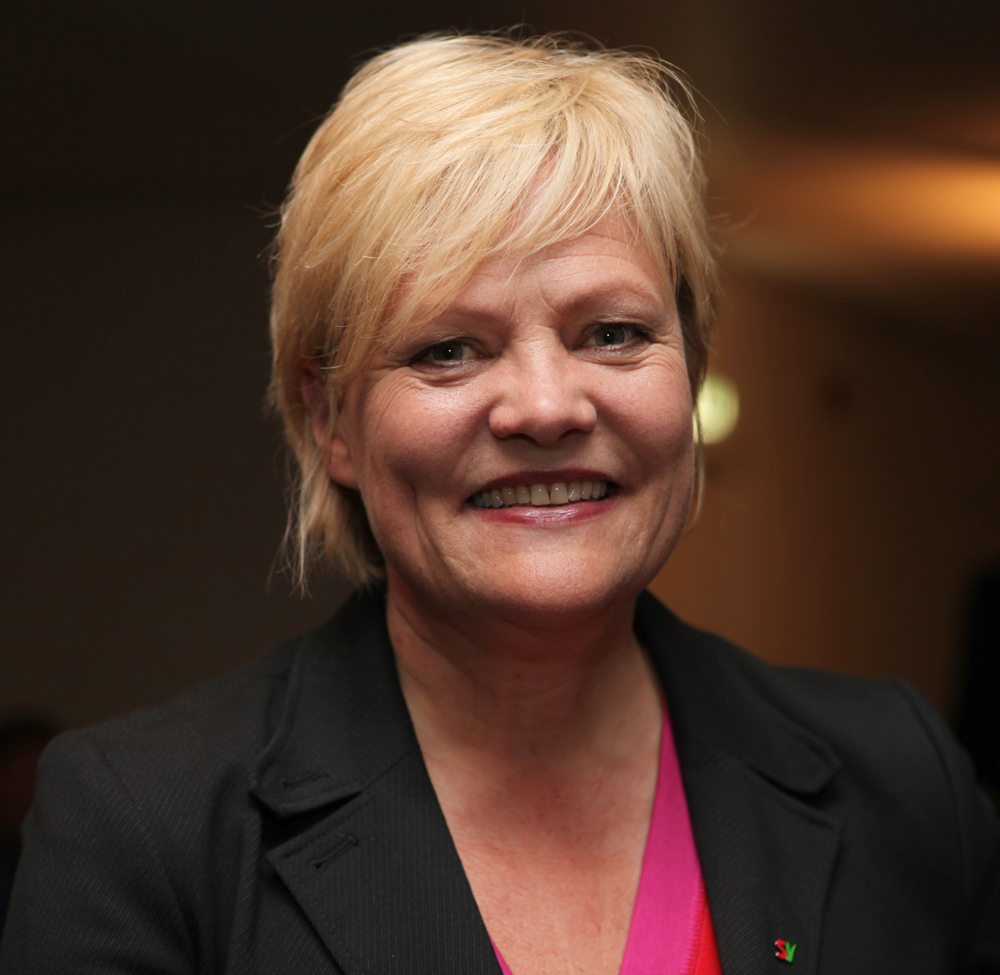
Kristin Halvorsen és la ministra d'Educació i Recerca de Noruega.

El Reial Ministeri d'Educació i Recerca de Noruega (en noruec: Kunnskapsdepartementet, literalment "Ministeri del Coneixement") és un ministeri del govern noruec encarregat de l'educació, la investigació i les escoles bressol. El ministeri es va crear l'any 1814, i des del 18 d'octubre del 2007 és dirigit per Tora Aasland i, des del 2009, per Kristin Halvorsen (Partit Socialista d'Esquerra). El departament respon davant del parlament noruec (Storting). Tradicionalment, aquest ministeri era responsable d'assumptes religiosos, però aquesta funció es va transferir al Ministeri de Cultura i Afers Eclesiàstics l'any 2002.

## Organització

### Personal polític[1]
- Kristin Halvorsen, ministra d'Educació i Recerca (Partit Socialista d'Esquerra)
- Secretari d'estat Ragnhild Setsaas, responsable de les polítiques de recerca i educació superior.
- Secretària d'estat Elisabet Dahle, responsable de les polítiques de llar d'infants, educació primària i secundària i el desenvolupament de l'educació per a adults.
- Assessora política Katrine Gramnæs

### Departments
- Department d'Educació i Cura infantil primerenca[2]
- Department d'Educació i Entrenament
- Department d'Educació Superior
- Department de Recerca
- Department de Polítiques d'Anàlisi, Ensenyament Continu i Afers Internacionals
- Department de Governança i Finança
- Department d'Administració i Desenvolupament
- Unitat de Comunicació